# Onde (Margherita Vicario)
Onde è un singolo della cantante italiana Margherita Vicario, pubblicato il 27 maggio 2022 dall'etichetta Island Records.

## Video musicale
Il video musicale, diretto da Trilathera, è stato pubblicato il 1º giugno 2022 sul canale YouTube ufficiale della cantante e vede la partecipazione dell'attrice Teresa Romagnoli.

## Tracce
Testi di Margherita Vicario, Andrea Bonomo, Edwyn Roberts e Gianluigi Fazio, musiche di Dade.
1. Onde – 3:03